# ポロロッカ
ポロロッカ（Pororoca）は、潮の干満によって起こるアマゾン川を逆流する潮流。いわゆる海嘯のこと。ポロロッカの名称は、トゥピ語で「大騒音」を意味するオノマトペのpororó-káからきている。

## 概要

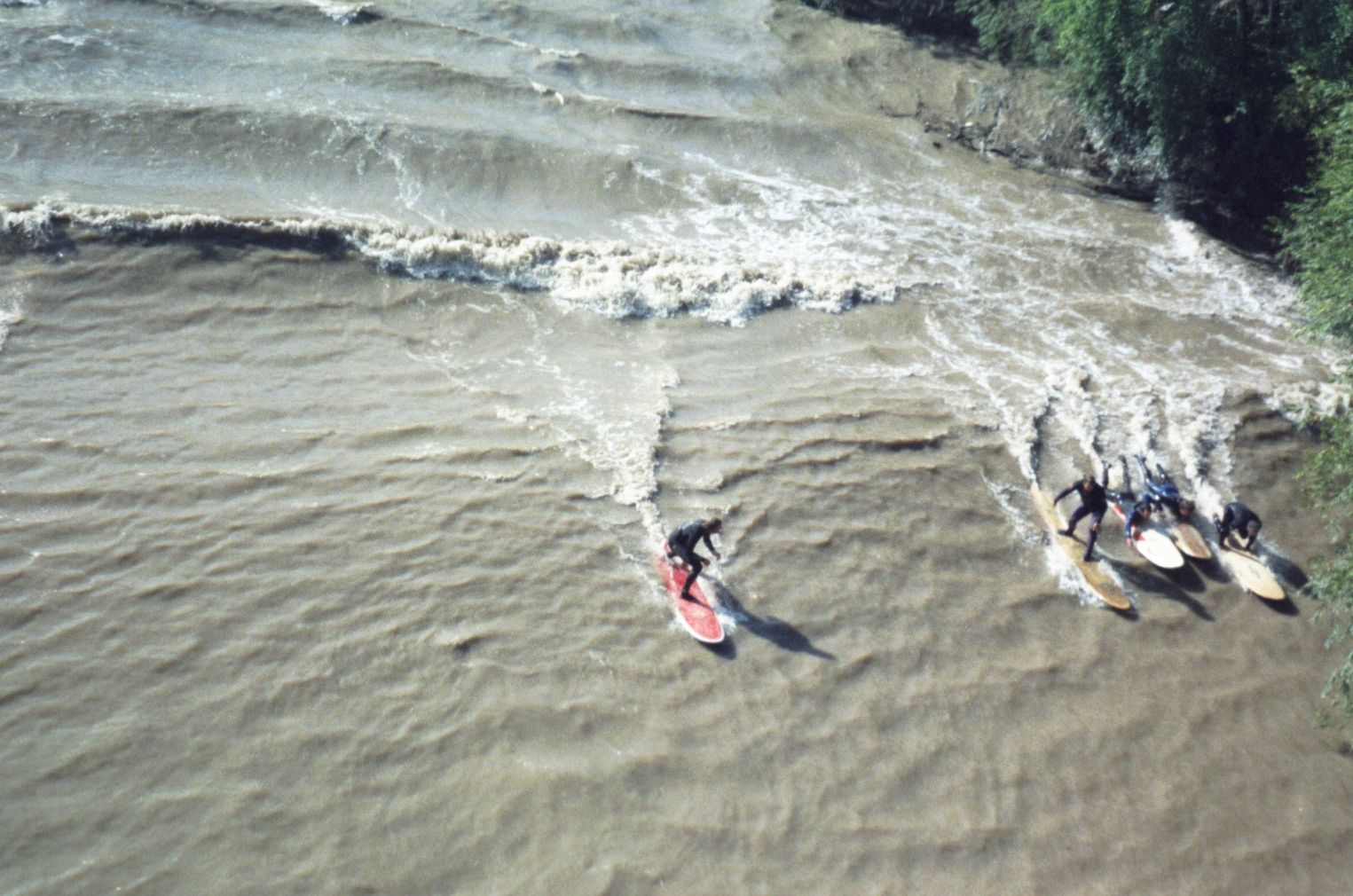
セヴァーン川（イギリス）での波乗りのようす。ずっと小規模であるが、ポロロッカと同じ現象による。

満月と新月の時は干満の差が大きく（大潮）、およそ5メートルほどの高さの波としてアマゾン川の河口に押し寄せてくる。この大波は川の流れを飲み込んで、時速65キロメートルの速度で逆流し、沿岸より800キロメートル内陸まで達することがある。
大潮とその前後に起こる現象で、特に珍しい事ではないが、3月の頃には干満差の大きさや、雨季の影響によるアマゾン川の水量の多さにより規模が大きくなる（大海嘯）。雨季に当たる春には、アマゾン川の大量の水が満潮になって押し寄せる海水と衝突する。この時、川の水は逆流する海水に押され、海に流出することができず海水と共に逆流する。この時、600キロメートルの内陸にも洪水や海水の氾濫による甚大な被害がもたらされる場合がある。
パラ州のサン・ドミンゴス・ド・カピンでは1999年以降、毎年ポロロッカを利用した波乗りの大会が開催され、各国のサーファーが訪れている。2003年には、アディルトン・マリアーノが、この波に乗って34分間にわたり川を上っている。水中には川岸から流された大量の障害物が漂っているので危険も伴う。

## 類似現象
オリノコ川でもポロロッカに似た現象が知られており、マカレオと呼ばれている。
またインドネシアスマトラ島のカンパル川（カンパー川）で起きる同様の現象は「ボノ」と呼ばれリバーサーフィンが行われている。